# Mobile Film Festival
 (janvier 2019).
Le Mobile Film Festival est un festival français de courts métrages qui propose des films tournés avec un téléphone mobile, d'une durée d'une minute. 
La participation est libre et l'inscription se fait chaque année sur le site officiel du festival. 

## Présentation
Créé en 2005 par Bruno Smadja, le Mobile Film Festival repose sur le principe 1 mobile, 1 minute, 1 film.

### Bourses de création
Le Mobile Film Festival remet chaque année à ses lauréats des bourses de création (aides à la production et à l'écriture). Depuis 2015, plus de 3 321 films de 116 pays ont été soumis au Mobile Film Festival. Il a ainsi réalisé une audience 65 millions de vues et a remis 183 000 € de bourses de création aux lauréats.

### Processus de sélection du Mobile Film Festival
Un comité de pré-sélection choisit parmi les candidatures les 50 films qui composent la sélection officielle. Le jury, présidé par une personnalité et composé de professionnels du cinéma et des médias, décerne les prix remis chaque année. 
En parallèle, les films en compétition sont soumis aux votes du public pendant toute la durée du festival.
Entre 2015 et 2018, un jury composé de blogueurs, influenceurs et YouTubeurs a également remis un prix à leur film préféré. 

## Édition Stand Up for Human Rights
Pour célébrer les 70 ans de la Déclaration universelle des droits de l’homme (10/12/2018), le festival a organisé une édition sous le thème #StandUp4HumanRights en partenariat avec l'Union européenne, Youtube Creators for Change ainsi que le Haut-Commissariat des Nations unies aux droits de l'homme. Le festival est placé sous le haut patronage d'Emmanuel Macron. 

### Palmarès du Mobile Film Festival Stand Up for Human Rights
- Présidente d'honneur : Mary Robinson, Présidente de The Elders, anciennement présidente de l’Irlande et haut-commissaire des droits de l’homme aux Nations unies.
- Grand Prix International : Annisa de Barry Putra
- Grand Prix Europe : Cycle de Bálint Klopfstein-László
- Grand Prix France : Je n'ai pas peur de Gohu & Merick
- Prix de la Mise en scène : Hush de Hamidzak
- Prix du Scénario : Maiden de Fatemeh Saeedi & Saeed Aghakhani
- Prix Coup du Cœur du Jury : J'avais 9 ans de Mattéo Dugast
- Prix SensCritique : Silence is Deadly de Brice Veneziano
- Prix de la meilleure interprétation féminine : Vanille Barres dans Demain Peut-être
- Prix de la meilleure interprétation masculine : Miraculeux dans MIRA

## Édition 2018
- Président : Patrice Leconte, réalisateur
- Grand Prix international : Unsung Hero de Vinamra Pancharia (Inde)
- Grand Prix France : Monster de Manon Gaurin (France)
- Prix de la mise en scène : Raahha de Farshad Qaffari (Iran)
- Prix du scénario : Yes, No de Matteo Tibileti (Italie)
- Prix SensCritique & Coup de Cœur du jury : Brother de Boldbaatar Baasanjav (Mongolie)
- Prix d'interprétation :  Czillag Tamara Scilvia pour Leo Never Gives Up (Hongrie)
- Prix du jury Digital : Zulu Rema de Haithem Sakouhi (Tunisie)

## Édition 2017
- Présidente : Emmanuelle Bercot, actrice, scénariste et réalisatrice[2].
- Grand Prix international : Soupe de Rami Jarboui (Tunisie)
- Grand Prix France : I love London de Violette Gitton et Paul Marques Duarte (France)
- Prix de la mise en scène : Silent screams de Ali Talib Alshammari (Suède)
- Prix du scénario : T'es un bonhomme ! de Sylvain Certain (France)
- Prix de la meilleure interprétation masculine : Hugo Chaure, dans Nos plus belles années (France)
- Prix de la meilleure interprétation féminine : Asma Coto, dans I love London (France)
- Prix des Youtubeurs : T'es un bonhomme ! de Sylvain Certain[3] (France)
- Prix des blogueurs : Vengeance de Bertrand Lagnes (France)
- Prix SensCritique : T'es un bonhomme ! de Sylvain Certain (France)
- Prix du public : Hidden beauty, de Reza Jafarzadeh (Iran)

## Édition Act on Climate Change
Le Mobile Film Festival s'est associé aux Nations unies à l'occasion de la Conférence pour le Climat COP21, qui s'est tenue à Paris en décembre 2015. Pour cette édition, le festival impose un thème « Act on climate change ».
- Président : Fernando Meirelles, réalisateur
- Grand Prix : No Sense de Julien Lessi
- Prix du Meilleur film étranger : Terre négligée de Zainou El Abidine et Ali Mohamed
- Prix d' interprétation féminine : Safia Hadjhadjeba dans Comptes Merveilleux
- Prix d'interprétation masculine : Bastien Ughetto, Etienne Menard dans Criminels
- Prix des Blogueurs : La Planète bleue de Mathieu Lamboley
- Prix du Public : Parametric de Amila Kumarasinghe

## Édition 2015
- Président : Gérard Krawczyk, réalisateur (L'Été en pente douce, Fanfan la Tulipe, Taxi 2, 3, 4...)

En 2014, le Mobile Film Festival lancent la Mobile Film Academy, parrainée par BNP Paribas. La Mobile Film Academy rassemble les 29 artistes primés lors des 4 dernières éditions (2011-2012 - 2013 et 2014) : réalisateurs, scénaristes, comédiens, comédiennes… 

## Édition 2014
- Président : Jean-Pierre Jeunet, réalisateur
- Prix du Meilleur Film Mobile : Cercle vicieux de Sylvain Certain
- Prix Spécial du Jury : The Affair de Vinamra Pancharia
- Prix de la Mise en scène : Parking d'Alexandre Perez
- Prix du Meilleur Scénario : Une minute d'amour d'Hubert Benhamdine
- Prix du Meilleur Acteur : Arthur Dupont dans J'irai mourir chez vous d'Arthur Dupont et David Rinaldi
- Prix de la Meilleure Actrice : Marie Lanchas dans C'est juste une fille de Lionel Erdogan
- Prix du Public : God is dead de Sathapranavan Sathasivam

## Édition 2013
- Président : Gad Elmaleh, humoriste, comédien et réalisateur
- Prix du Meilleur Film Mobile : Une minute de silence de Guillaume Renusson
- Prix Spécial du Jury : WP_20121221_001.MOV de Sébastien Vanicek
- Prix de la Mise en scène : Tactile d'Armand Robin
- Prix du Meilleur Scénario : Blackout de Sylvain Certain[4]
- Prix du Meilleur Acteur : A. Detilleux, F. Guillaud et J. de Cande pour Transports en commun de Martin Pavloff
- Prix de la Meilleure Actrice : Amélie Cornu pour L'Orange des sables de Benjamin Clavel
- Prix du Public : A une minute près... de Grégory Le Fourn

## Édition 2012
- Présidente : Danièle Thompson, réalisatrice
- Prix du Meilleur Film Mobile : De Palier de Benjamin Busnel
- Prix Spécial du Jury : Cut d'Arnaud Prochasson
- Prix du Meilleur Film d'Animation : Youthful Eyes de Martins da Silva
- Prix du Meilleur Scénario : Les Pieds sur terre de Benjamin Clavel
- Prix de la Meilleure Actrice : Juliette Montel dans Casting d'Armand Robin
- Prix du Meilleur Acteur : Jérôme Daran dans Joyeux anniversaire... de Cindy Gaillot
- Prix du Public : Transformation! de Sylvain Certain[4]

## Édition 2011
- Président : Philippe Claudel, romancier et réalisateur
- Prix du Meilleur Film Mobile : Une Longue tristesse de Morgan Simon[5]
- Prix du Meilleur Scénario : T'appuies là de Thierry Rousset
- Prix du Meilleur Acteur : Scooter dépannage radio de Michael Selles
- Prix de la Meilleure Actrice : Elizabeth Chanay dans Une Longue tristesse de Morgan Simon
- Prix de la Meilleure Animation : Juste après la pluie de Cécile Vuaillat
- Prix du Public : Bonne année d'Éric Tadros

## Édition 2009
- Président : Claude Lelouch, réalisateur